# SAKO TRG
SAKO TRG (サコー ティーアールジー) は、フィンランドのリーヒマキに本社のある銃器メーカー、サコー社が軍･法執行機関向けに開発したボルトアクション式狙撃銃である。欧州各国の軍･法執行機関にて採用されている。

## 概要
Sako TRGシリーズは、成功したSako TR-6ターゲットライフルと、Sakoと合併したフィンランドの旧国家火器会社Valmetによる、1984年から1986年にかけてのValmet Sniper M86ライフルの開発作業(結局ほとんど生産されず)の２つを基盤として開発されたが、狙撃用途の要件を徹底的に調査した結果として設計された。
1989年にSakoは、.308ウィンチェスター弾を使用する狙撃用小銃として、TRG-21精密ライフルを発表した。TRG ボルトアクションの導入により、Sakoは、過去に好まれていたマウザー型を修正した2ラグボルトアクションから、直径19 mm (0.75 in) の対称的な3ラグボルトのアクションに移行した。このデザインの進化は現在に至るまで続き、Sakoの狩猟用ライフル製品であるSako75と85でも同様である。
その後、.338ラプアマグナム弾を使用するために、20 mm (0.79 in) 長く拡大されたマグナムアクションを備えた2番目の狙撃用小銃がTRG-41として登場した。
より狩猟志向のTRGのバリエーションとして、TRG-21と同じレシーバーを使用するTRG-S M995が後に導入された。ショートアクションのレシーバーとボルト (ボルトハンドルは別形状) はTRG-21と同じだが、TRG-21のように右側に薬莢の排出口がなく、上部に排出口が開いている点が異なる。
同様に、.338ラプアマグナム弾仕様のモデルも、TRG-S M995 Magとして導入された。TRG-41と同じボルト (ボルトハンドルは別形状) を使用し上部に排出口を開いている。
TRGシステムを軍事用途により適したものにするため、Sakoは1990年代後半にTRG-21/41の設計を改良した。マズルブレーキやバイポッド (小銃全体をその銃身の重心のすぐ上で旋回または「吊るす」ことができ、大きくて重い照準光学系が取付けられた場合でも、より安定した射撃位置を提供する) のようなTRGアクセサリも改善された。この結果として、TRG-22/42ライフルシステムが導入された。
2011年頃にアメリカのSakoベンダーからの.260レミントン弾を使用するTRG-22狙撃小銃の特別限定生産の依頼を受け、2011年5月から.260レミントン弾仕様モデルの提供を開始した。
2013年にTRGシステムは、顧客要望に基づき更に改良された。改良点は、体感反動を低減するための改良されたリコイルパッド、新しく構築されたボルトリリース、人間工学に基づいた新しい両手利き用の安全レバーを備えた完全に調整可能な新しい2段トリガー機構、およびより確実な弾倉取付用のアルミニウムシャーシから削り出されたトリガーガードで構成されている。さらに、ボルトハンドルとそのボルトボディへの装着器具は、より頑丈なものとされた。これらの2013年の改良点は、古いTRGスナイパーライフルと下位互換性が確保された。寸法が大きく重い.338ラプアマグナム弾の薬莢排出の信頼性を向上させるために、.338ラプアマグナム弾仕様のTRG-42モデル専用に、ダブルプランジャーエジェクターを備えた新しいボルトが2013年に導入された。
2018年にSakoは、TRG-22 A1およびTRG-42 A1モデルを発表した。TRG A1モデルには、Sako TRG M10 Sniper Weapon Systemと同様の銃床が導入された。アルミ製ミドルシャーシフレーム、折り畳み式後部銃床、M-LOKレールインターフェースシステムを備えた前部銃床があり、M-LOKの中空スロットの取付ポイントに直接アクセサリーを取付けることができる。なお、TRG A1モデルは、最終ユーザーの狙撃手が現場で構成可能なSako TRG M10 Sniper Weapon Systemの多種口径変換モジュールシステムは採用されていない。TRG A1モデルのボルトはすべて、以前に.338 Lapua Magnum弾仕様のTRG-42に導入されたダブルプランジャーエジェクターを備えている。TRG-22 A1モデルは、6.5mm Creedmoor弾仕様のモデルも導入された。
Sakoは、TRGシステムが精密照準ライフルをその原点とする点を忘れたことはなく、競技グレードのアイアンサイトやターゲット開口部サイト、蜃気楼防止ストラップなどの照準コンポーネントを取付けるために必要なアクセサリはすべて利用できる。これらのアクセサリを装備したTRGは、300 mのUIT標準ライフル競技、CISM競技、または他の種類のフルボアターゲット射撃など、非軍事または法執行のタスクに使用できる。TRGシステムは長距離競技でよく使われており、成績も非常に優れている。TRGシステムは民間の射撃競技に加え、狩猟用途にも使用でき、実際に使用されている。
TRGシステムの目的の明確な設計機能、悪条件での信頼性、一貫した精度のパフォーマンス (有能な射手は、適切な弾薬で0.5 MOA未満の一貫した精度を期待できる) により、TRGシステムは高価でありながら広く使われている狙撃小銃システムである。

## 設計
TRGシステムは、既存の汎用ライフルの高精度バージョンではなく、軍･法執行機関の狙撃用途という目的に合わせて専用設計された狙撃小銃である。マット仕上げまたはマンガンリン酸塩処理された仕上げにすることができる。
機関部
TRGシステムの要となるのは、冷間鍛造製のレシーバーと銃身である。どちらも、最小の重量で最大の強度を提供するだけでなく、耐摩耗性にも優れている。レシーバー上部は六角形の形状をしており、小型の排出口が備えられている。排出口を備えたレシーバーでは、指で慎重に薬莢を排出することを難しくするものの、レシーバーの強度を高めることに貢献している。「抵抗のない」ボルトには3つの大きな突起(ボルトラグ)があり、60度のボルト回転と、ショートボルトアクション型では98 mm (3.9 in) のボルト後退動作、ロングボルトアクション型では118 mm (4.6 in) のボルト後退動作により薬莢排出と次弾装填が完了する。これらの機能は、標的への迅速な弾着を必要とする複数回射撃において射手によって評価されるべき点である。ボルトハンドルは適切な長さで、しっかりとした確実なグリップを提供する大きな合成球根状ノブを備えている。折り畳み式のアイアンサイトは、二次使用または緊急使用のためにレールマウント上に装着可能である。
レシーバーの大きな下部接合部は、安定性を最大化するため3本のネジでアルミ合金の銃床側の接合ブロックに結合される。この組み合わせにより、非常に高度な安定性が保証されている。
取外し可能な箱型弾倉により弾薬が装填される。.308ウィンチェスター/7.62×51mm NATO弾向けは10発、.300ウィンチェスターマグナム弾向けは7発、.338ラプアマグナム弾向けは5発装填できる。なお、弾薬を単独で直接薬室に装填することも可能である。
銃身
フリーフローティング式の、クロムモリブデン加工の銃身が全ての弾薬仕様のモデルに装着される。クロムモリブデン加工の銃身はステンレス鋼銃身より摩耗に耐えより長い精度寿命を提供する。利用可能な弾薬仕様モデル毎に、全て異なるグルーヴィング、ツイストレートのライフリングが施され、各々の弾薬に最適化されている。.260レミントン弾、.308ウィンチェスター弾、6.5mmクリードモア弾を使用するTRG-22 A1では、一般的な長さの660 mm (26 in) と比較的短い510 mm (20 in) の銃身が装着できる。.300ウィンチェスターマグナム弾、および.338ラプアマグナム弾を使用するTRG-42 A1では、一般的な長さの690 mm (27 in) と比較的短い510 mm (20 in) の銃身が装着できる。2種類の消炎器/マズルブレーキがアクセサリーとして利用可能で、片方はサウンドサプレッサーをねじ込み装着できる。
.260レミントン弾向けには、長めの極低抵抗弾を安定化させるよう最適化するべく、標準的な229mm (9インチ1回転) のツイストレートではなく、従来とは異なる203mm (8インチ1回転) の右ツイストレートが選択されている。2011年5月から、TRG-22の.260レミントン弾仕様モデルが発売されている。.260レミントン (6.5×51mm) 弾の導入による、TRGシステムへの大きな技術的変更はない。.260レミントン弾は本質的には、.308ウィンチェスター (7.62×51mm) 弾のネックダウン版(6.5 mm (0.26 in))であるためである。言い換えれば、この弾薬は、.308ウィンチェスター弾仕様のモデルで、銃身の変更のみで使用できることを意味している。
6.5mmクリードモア弾向けには、従来の203mm (8インチ1回転) の右ツイストレートが選択されている。.308ウィンチェスター弾サイズのカートリッジ用に設計された銃器での薬室サイズを共有しているが、6.5mmクリードムーア弾 (6.5×49mm) は最大であり、その全長は.308ウィンチェスターと比較して0.64 mm (0.025 in) 長くなっている。
.308ウィンチェスター弾向けには、高初速弾と通常弾を切替え使用する際の妥協策として、伝統的に.308ウィンチェスターで見られる305mm (12インチ1回転) に対し、280mm (11インチ1回転) の右ツイストレートを持つ4条のライフリングが選択された。
.300ウィンチェスターマグナム弾向けには、従来とは異なる280mm (11インチ1回転) の右ツイストレートが選択されている。.300ウィンチェスターマグナム弾の寸法により、TRG-41/TRG-42向けのロングボルトアクションが使用される。
.338ラプアマグナム弾向けには、当初は16.2グラム (250グレイン) の極低抵抗弾を発射するように最適化された、従来とは異なる305mm (12インチ1回転) の右ツイストレートが選択されていた。2009年から.338ラプアマグナム弾向けに、Sierra HPBT MatchKingやLapua Scenar 19.44グラム (300グレイン) の弾丸に最適化された、254mm (10インチ1回転) のツイストレートの銃身も追加で供給されることとなった。それ以降、従来の伝統的な254mm (10インチ1回転) のツイストレートが、.338ラプアマグナム弾向けの標準的なツイストレートになっている。.338ラプアマグナム弾の寸法により、TRG-41/TRG-42向けのロングボルトアクションが使用される。
引金
2段階トリガー機構は、1–2.5 kg (2.2–5.5 lb) の範囲で調整可能なトリガープル重量を表示し、長さ、水平および垂直ピッチを調整できる。これらの機能の利点は、ライフルが標的から外れる原因となる不適切な方向への引金の動きを防ぐことである。引金の移動距離は短く、遊びの移動は全く感知されない。トリガー機構は、ライフルを分解することなく取外すことができる。撃針の移動距離は6.5 mm (0.26 in)。トリガーガードは、手袋をはめた指で簡単にアクセスできる寸法になっている。
安全レバー
安全レバーは、トリガーガード内部で引金正面に位置し、機械的なノイズを生じることなく動作させることができる。2ポジションの安全レバーは、トリガー機構をロックし、ボルトを閉位置にロックし、撃針をブロックする構造となっている。最後尾の位置にあるときに、安全装置がオンになり、一番前の位置に押すとオフになる。撃針が引かれたときには、撃針はボルトアクションの後方から1.6 mm (0.063 in) 突き出ており、視界が悪くとも武器が発射する準備ができているかどうかを感じることができる。
銃床
TRG-22/42モデルの銃床デザインは、狙撃用の要求に加え、競技用のUITとCISMの両方の規制に準拠するように設計されている。 Sakoは、黒、緑、デザートタン、または濃いアースカラーのバリエーションを提供しており、緑、デザートタン、または濃いアースカラーの場合、黒よりも0.2kg (0.4lb) 重くなる。 2011年、Sakoはデジタル迷彩のいくつかのスタイルのバリエーションの提供も開始した。人間工学に基づいた射出成形ポリウレタン製の前部銃床のベースはアルミニウム製で、レシーバー接合ブロックを取り囲み、接合ブロックはバイポッドの接続点として機能する。ピストルグリップを備え、強度を高めるためにアルミニウムスケルトンと統合されたポリウレタン製の後部銃床は、右利きおよび左利きの両方の射手向けに設計されている。後部銃床の後部には、一連のスペーサーとアングルプレートがあり、個々の射撃手に合わせて伸縮長と曲率を調整できる。バットプレートは高さとピッチの両方を調整でき、またチークピースは高さとピッチの両方を調整できる。
後部銃床には、その右側と左側の後ろ側に配置された2つのスチールスリングスイベル取付けソケットが備わっている。フォワードスリングアタッチメントは、金属スリングマウントを前部または前部の下を走る金属レールに挿入して固定できる。この前方スリング取付けポイントは、右手用または左手用のレールの長さに沿って (再) 配置でき、ねじで固定される。工場出荷の運搬/射撃用スリング自体は、迅速に取付けおよび取外し可能な金属製スイベルを備えています。スイベルは、アタッチメントソケットに押し込むことで取り付けられ、スイベルに組み込まれたボタンを押してアタッチメントソケットから引き抜くことで取外せる。
右利き・左利き用に設計された、折り畳み式スケルトンタイプの銃床も追加で供給されている。折り畳み式銃床は、折り畳み式でない緑、デザートタン、または濃いアースカラーのバリエーションよりも0.5 kg (1.1 lb) 重く、ピストルグリップの後ろにヒンジで取付けられる。左側に折りたたまれ所定の位置にロックされる。折り畳むと全長が250 mm (9.8 in) 短くできる。折り畳み式銃床のスチール部分はマンガンリン酸塩処理され、ポリウレタン部分はオリーブドラブまたはデザートタンに着色されている。後部銃床の後部は、伸縮長と高さを調整できる。チークピースとリアサポートも高さ調節可能である。これらの調整オプションにより、様々な体格と体型の射手が個人の好みに合わせて調整できる。ピストルグリップ本体に、フックタイプのミリタリースリングスイベル用のスチールループが取り付けられている。この折り畳み式スケルトンタイプの銃床には、照準光学系を取付けるためのPicatinnyレールが付属している。
折り畳み式銃床は後に再設計され、最も目立った変更は、以前の折り畳み式銃床で見られた垂直方向へ回転させる小さな「スパイク」の代わりに、外部レバー/ヒンジのモノポッドを備えたより大きな「足」である。
付属品
Sako TRGシステムのためのアクセサリーは、緊急用補助アイアンサイト、マズルブレーキ/消炎器、競技用サイト取付セット、望遠サイト取付セット、STANAG 2324ピカニティーレール、全部銃床に取付けるアクセサリーITRS３点レール (上部取付) とアクセサリーレール (下部取付)、ナイトサイトアダプター、サウンドサプレッサー、マズルスレッドプロテクター、さまざまなスリングとスイベル、クリーニングキット、ソフトケース、頑丈な輸送用ケース等がある。TRG-22/42モデルのバイポッドには幾つかのバージョンがあり、全て前部銃床の先端にあるアルミニウム製接合ブロックの取付けポイントに固定される。そのうちの一つに、小銃全体をその銃身の重心のすぐ上で旋回または「吊るす」ことができ、大きくて重い照準光学系が取付けられた場合でも、より安定した射撃位置を提供するものもある。以前の型は望遠サイトの前方に取り付けられた暗視システムを妨害するという不満のために、脚の角度が狭くなっている。付属品のその他のバージョンは、オプションの拡張アルミニウム製接合ブロックを備えたITRSトライレールNVアタッチメントポイントであり、この拡張された接合ブロックは、ブロックの下部にオプションのSTANAG 2324 Picatinnyレールを装備することもできる。

## 各型

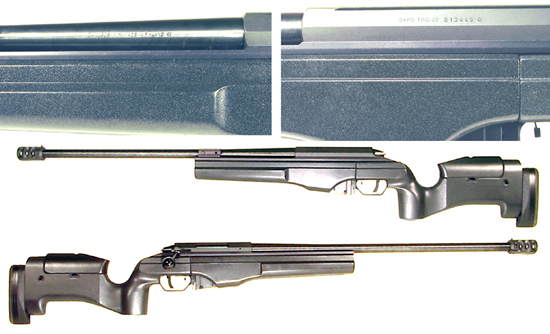
TRG-22
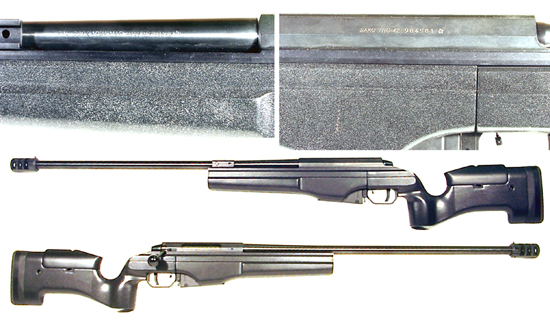
TRG-42
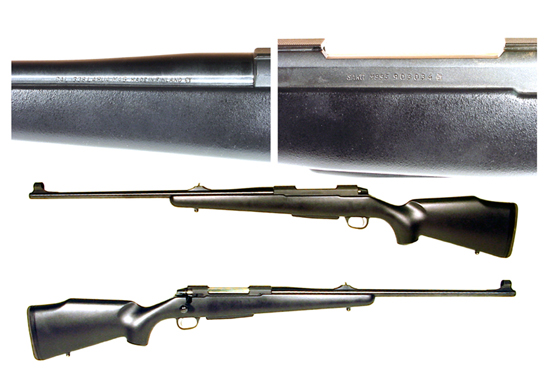
M995 (TSG-S)
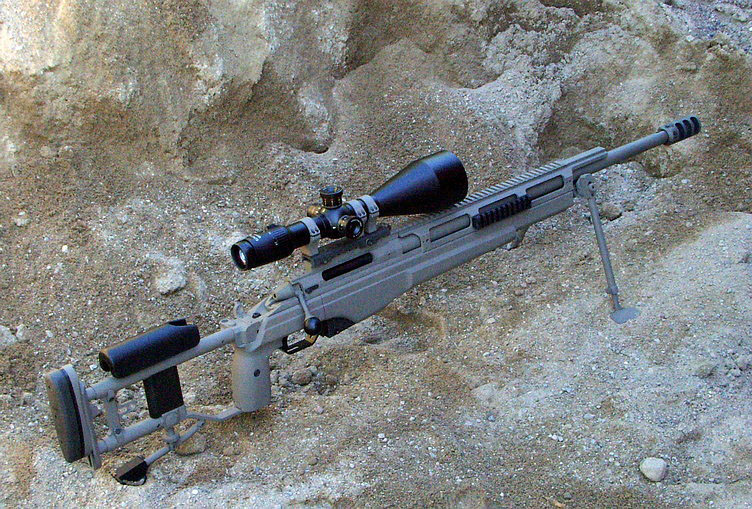
TRG-42折り畳み式銃床型

TRG-21
弾薬として.308ウィンチェスター弾 (7.62x51mm NATO弾に相当) を使用するモデル。
TRG-22
TRG-21の銃床などに改良を加えたモデル。.260 Remington弾対応モデルも途中から追加された。
TRG-22 A1
TRG-22の改良モデル。2018導入。アルミニウム製のシャーシ、折り畳み式の銃床、ピカティニーレール・M-Lok付のフォアエンドを装備する。6.5mm Creedmoor弾対応モデルも追加された。
TRG-41
より強力な.338ラプア・マグナムや.300ウィンチェスター・マグナム弾を使用するモデル。
TRG-42
TRG-41の銃床などに改良を加えたモデル。
TRG-42 A1
TRG-42の改良モデル。2018導入。アルミニウム製のシャーシ、折り畳み式の銃床、ピカティニーレール・M-Lok付のフォアエンドを装備する。
M995
モンテカルロ銃床を備えた狩猟向けモデル。TRG-Sという名称もある。
- TRG-22
- TRG-42
- M995 (TSG-S)
- TRG-42折り畳み式銃床型

## Sako TRG M10
Sako TRG M10 Sniper Weapon Systemが、2011年10月に発表された。これは、最終ユーザーの狙撃手が現場で構成可能な多種口径変換モジュールシステムとして設計されており、そのレシーバーやその他の技術的機能をSako TRGシリーズと共有していない。.308ウィンチェスター/7.62×51mm NATO弾、.300ウィンチェスターマグナム弾、および.338ラプアマグナム弾の間でボルト、マガジン、フロントエンド、およびバレルを交換することで、フィールドのさまざまな要件に適応できる。最初に導入された時点では「軍事および法執行機関のみ」のために発売された。

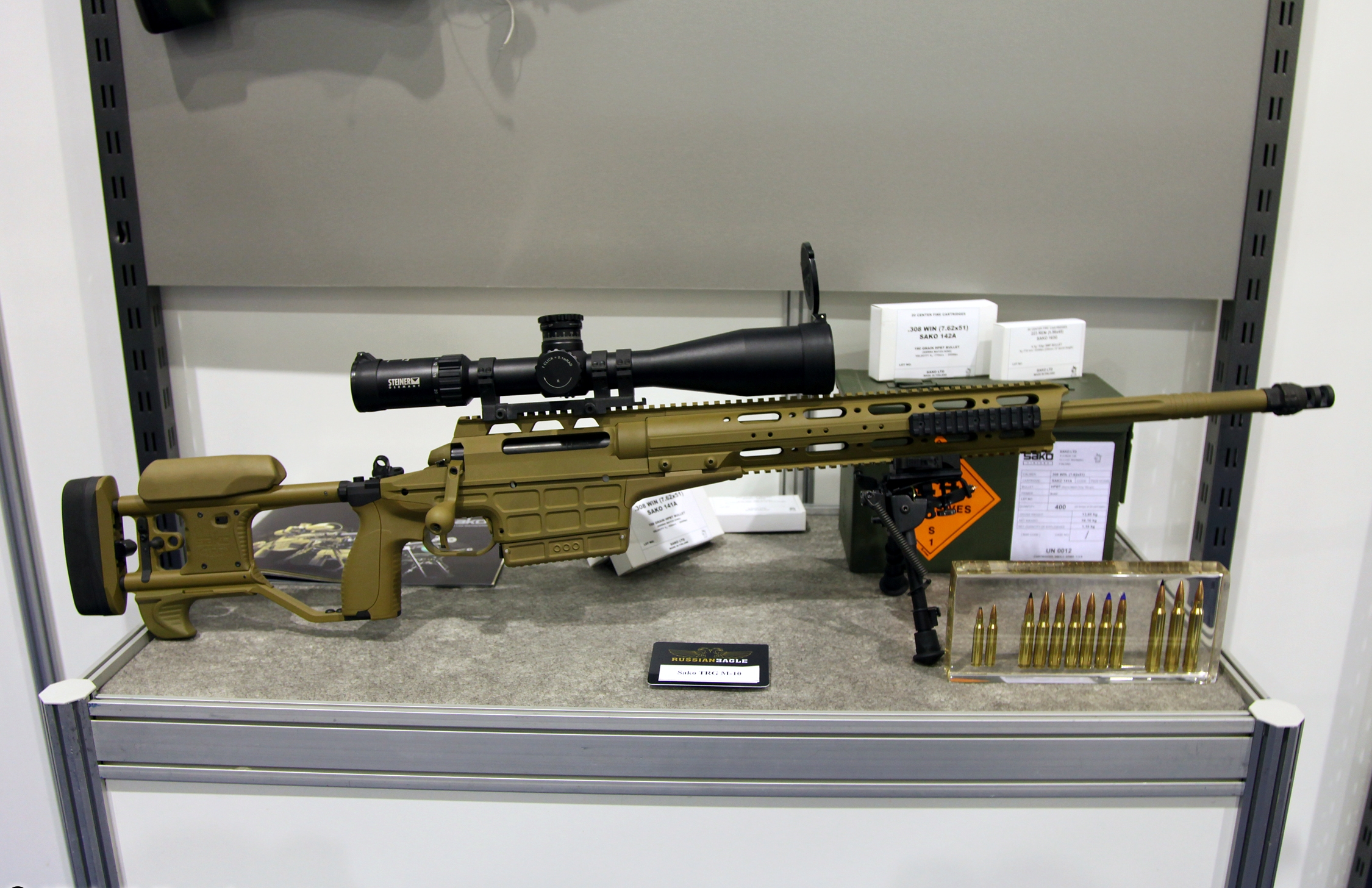
Sako TRG M10 Sniper Weapon System

米国特殊作戦司令部 (USSOCOM) によるプレシジョンスナイパーライフルプログラムの候補として参加している。これは、米国の特殊作戦狙撃兵が使用している現在の全てのボルトアクション式狙撃銃を、大口径のマグナム弾用の単一のボルトアクション式狙撃銃に統一するものであった。2013年に契約はTRG M10に対して勝利した、レミントン・アームズ社のモジュラースナイパーライフルに授与されている。
TRG M10は、3つの放射状のロックラグが前面にある回転ボルトを使用する手動操作のボルトアクション式狙撃銃である。鋼鉄製のレシーバーがあり、レシーバーの上にピカティニーレールがあり、様々な光学サイトを取付けたり、前部銃床の底にバイポッドを取付けたりできる。銃身はフリーフローティング構造で取付けられ、迅速な取外しが可能なサプレッサー用の取付けインターフェイスを持つ特殊なマズルブレーキを装備できる。銃身は16、20、26インチ (.308ウィンチェスター/7.62×51mm NATO弾向け)、23.5インチ、27インチ (.300ウィンチェスターマグナム弾向け)、20インチ、27インチ (.338ラプアマグナム弾向け) が供給される。弾薬の装填は、ポリマーベースプレートの側面に多数の大きなドットがエンボス加工された２列構造の着脱式弾倉から装填される。.308ウィンチェスター/7.62×51mm NATO弾向けは11発、.300ウィンチェスターマグナム弾向けは7発、.338ラプアマグナム弾向けは8発装填できる。なお、弾薬は単独で直接薬室に装填することもできる。
TRG M10には、側面折り畳み式の完全に調整可能な後部銃床、両手利き用の各種操作、トリガーガード内部で引金正面に位置し手動の安全装置等が装備される。独自のデザインの戦術インジケーターがあり、様々な口径の様々なモジュラーコンポーネントを識別できる。全ての口径に依存するコンポーネントは特別にマークされているため、ユーザーは各パーツの口径を視覚的または触覚で認識できる。例えば、.308ウィンチェスター弾向けの銃身とボルトには単一の施条が一周彫られているが、.300ウィンチェスターマグナム弾向けには2つの施条、.338ラプアマグナム弾向けには3つの施条が彫られている。本銃のもう1つのユニークな特徴は、口径を変更するために必要な全てのツールが各ボルトハンドルに組み込まれている点である。小さなTorxキーはボルトノブの中央に組み込まれ、バレルレンチはボルトハンドルのベースに統合されています。銃を完全に分解するために必要なTorxキーの追加セットは、取外し可能な小さなポリマー製の前部銃床内に格納されている。
高品質の競技用弾薬を使用したTRG M10工場検査の精度は、.338ラプアマグナム弾と.300ウィンチェスターマグナム弾で1 MOA (0.291 mil)、.308ウィンチェスター弾で2/3 MOA (0.194 mil) である。

## 採用国
- アルバニア TRG-42
- アルジェリア TRG-42、TRG-42
- アルメニア TRG-42
- オーストラリア TRG M10
- クロアチア TRG-42
- チェコ TRG-22
- デンマーク TRG-42
- エストニア TRG-42
- フィンランド TRG-42
- フランス TRG-42
- インド TRG-22
- イタリア TRG-42
- ジョージア TRG-22、TRG-42
- ヨルダン TRG-22、TRG-42
- 韓国 TRG M10
- リトアニア TRG-22
- マレーシア TRG-22
- オランダ TRG-41、TRG M10
- ノルウェー TRG-42
- ポーランド TRG-21、TRG-22、TRG-42、TRG M10
- ロシア TRG-42
- セネガル TRG-42
- セルビア TRG-22、TRG-42
- シンガポール TRG-22
- スペイン TRG-21、TRG-22、TRG-41、TRG-42
- スウェーデン TRG-42
- スイス TRG-42
- トルコ TRG-42
- ウクライナ TRG-22